# Бельмонте-Кастелло
Бельмонте-Кастелло (італ. Belmonte Castello) — муніципалітет в Італії, у регіоні Лаціо,  провінція Фрозіноне.
Бельмонте-Кастелло розташоване на відстані близько 120 км на схід від Рима, 40 км на схід від Фрозіноне.
Населення — 758 осіб (2014).
Щорічний фестиваль відбувається 6 грудня. Покровитель — святий Миколай.

## Демографія
Населення за роками:

Станом на 1 січня 2023 року в муніципалітеті офіційно проживало 19 іноземців з 7 країн, серед них 10 громадян країн Євросоюзу та 3 громадяни України.

## Сусідні муніципалітети
- Атіна
- Сант'Елія-Ф'юмерапідо
- Терелле
- Вілла-Латіна